# Testa di uomo glabro con turbante
Il disegno Testa di uomo glabro con turbante è opera di Paolo Uccello che si conserva a Firenze, alla Galleria degli Uffizi.

## Storia e descrizione
Il disegno rappresenta la testa di un uomo di mezza età di cui ignoriamo il nome, ripreso  di profilo, con un copricapo a forma di turbante che era tipico della moda del secondo quarto del XV secolo. 
Realizzato ad acquarello in bistro, su carta bianca colorata di marrone scuro, raffigura un signore in tutta la potenza del suo essere.
Su questa opera così si è espresso Bernard Berenson: «Né la natura, né l'arte in qualsiasi età, sono prodighe dispensatrici di caratteri così ricchi di energia vitale, e quindi, così capaci di suscitare vita intorno a sé. [...] Per immediatezza di concezione, e potenza di modellato, esso precorre, e forse inizia, i molti ritratti in profilo che furono dipinti a Firenze, dopo L'Uccello, per intere generazioni.»
Fu presentato in mostra alla Royal Academy di Londra nel 1930   e a Firenze, a Palazzo Strozzi, nel 1954.